# 서경 20도
서경 20도(西經20度)는 본초 자오선에서 서쪽으로 20도 떨어진 경선이다. 북극점에서 시작하여 북극해, 그린란드, 아이슬란드, 대서양, 남극해, 남극을 거쳐 남극점에 이른다. 일부 지리 도표에서는 유라시아와 아프리카의 구대륙과, 아메리카 신대륙 사이의 역사를 구분하는 최적의 선으로 서경 20도를 정하기도 한다.
서경 20도는 동경 160도와 이어져 지구의 둘레를 이룬다.
서경 20도는 남극을 지날 때 영국령 남극 지역과 퀸모드랜드의 경계선이 된다. 그리고 북위 5도에서 남위 60도까지 라틴아메리카 비핵지대의 동쪽 경계를 이루기도 한다.
북극점에서 남극점까지 서경 20도선은 다음 지역을 지나간다.
| 좌표                                                  | 나라, 지역, 해역 | 비고                                                                                         |
| ----------------------------------------------------- | ---------------- | -------------------------------------------------------------------------------------------- |
| 북위 90° 0′ 서경 20° 0′  / 북위 90.000° 서경 20.000°  | 북극해           |                                                                                              |
| 북위 81° 33′ 서경 20° 0′  / 북위 81.550° 서경 20.000° | 그린란드         |                                                                                              |
| 북위 78° 49′ 서경 20° 0′  / 북위 78.817° 서경 20.000° | 죄켈부그텐 만    |                                                                                              |
| 북위 77° 59′ 서경 20° 0′  / 북위 77.983° 서경 20.000° | 그린란드         | 감마 섬과 게르마니아 섬                                                                      |
| 북위 76° 55′ 서경 20° 0′  / 북위 76.917° 서경 20.000° | 도브 만          |                                                                                              |
| 북위 76° 15′ 서경 20° 0′  / 북위 76.250° 서경 20.000° | 그린란드         | 본토와 쿤 섬, 그리고 다시 본토를 지나감                                                      |
| 북위 74° 16′ 서경 20° 0′  / 북위 74.267° 서경 20.000° | 대서양           | 그린란드해                                                                                   |
| 북위 66° 2′ 서경 20° 0′  / 북위 66.033° 서경 20.000°  | 아이슬란드       |                                                                                              |
| 북위 63° 32′ 서경 20° 0′  / 북위 63.533° 서경 20.000° | 대서양           |                                                                                              |
| 남위 60° 0′ 서경 20° 0′  / 남위 60.000° 서경 20.000°  | 남극해           |                                                                                              |
| 남위 73° 25′ 서경 20° 0′  / 남위 73.417° 서경 20.000° | 남극             | 노르웨이가 영유권을 주장하는 퀸모드랜드와 영국가 영유권을 주장하는 영국령 남극 지역의 경계선 |

## 같이 보기
- 서경 19도
- 서경 21도